# دانشگاه اوربینو
دانشگاه اوربینو (ایتالیایی: Università degli Studi di Urbino "Carlo Bo") یک دانشگاه دولتی در اوربینو ایتالیا است.